# Német Polgári Törvénykönyv (BGB)

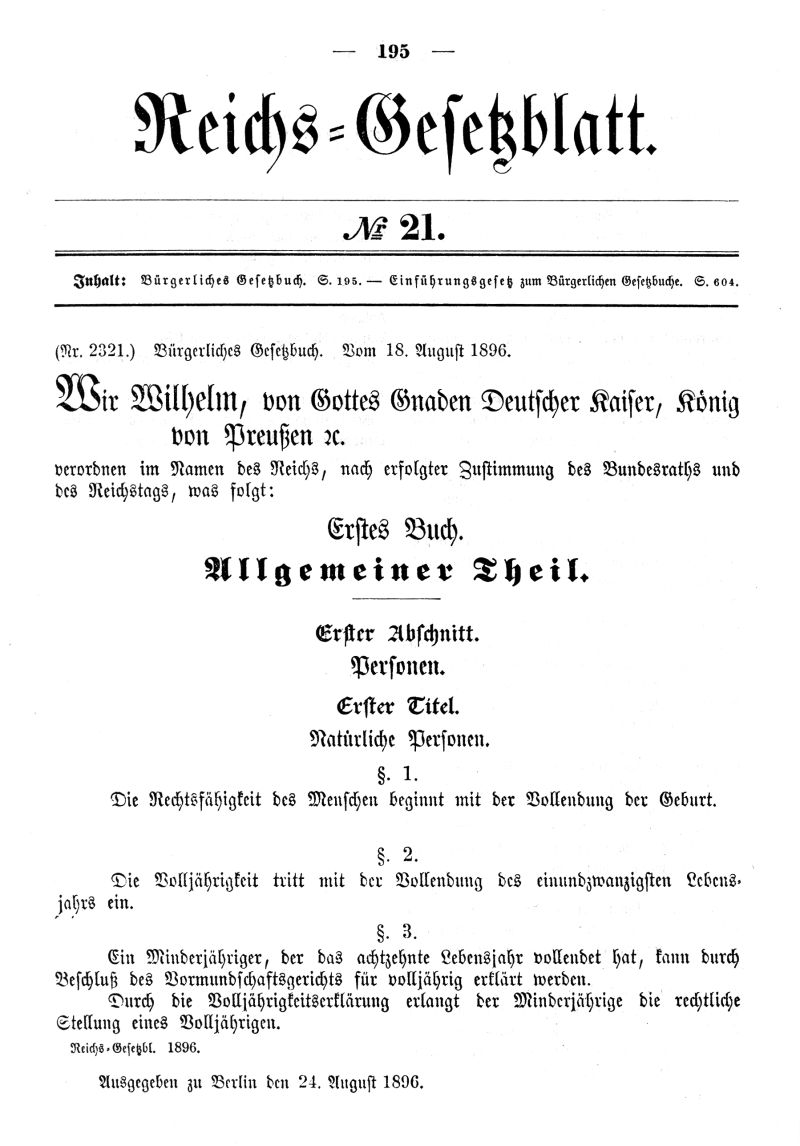
A BGB közzététele 1896. augusztus 24-én

A Német Polgári Törvénykönyv, azaz a Bürgerliches Gesetzbuch végleges változatát 1896. augusztus 18-án fogadta el a német törvényhozás. A Német Polgári Törvénykönyv a Code Civil és az  Osztrák Polgári Törvénykönyv mellett az egyik legfontosabb civiljogi kódex Európában. A BGB több más kodifikációra jelentős hatást gyakorolt, például Portugáliára, Görögországra, vagy Japánra.
A császári Németország legjelentősebb kodifikációs műve a Polgári Törvénykönyv (BGB) volt. Az 1900. január 1-jén hatályba lépett kódex a kései liberalizmus sajátos szellemi terméke: érvényesítette az 1848-ban fölemelkedett polgárság érdekeit, de sokat megőrzött a rendi magánjogi hagyományokból.

## Története
Németországot a XIX. században az önálló tartományok és városállamok miatt jogi széttagoltság jellemezte; néhol új kódexek (például Szászország), máshol törvényjavaslatok születtek (Bajorország), Poroszországban pedig hatályban maradt az Allgemeines Landrecht. Az egységes kódex megalkotásának gondolata már ekkor felmerült, azonban hosszas vitákat folytattak a történeti-pandektajogi  hagyományokra támaszkodók (Savigny) és a nemzeti jogot alkotni kívánó germanisták (Gierke). A törvénykönyv végül Bismarck után válhatott valósággá; a BGB-t 1896-ban hirdették ki, és 1900. január 1-jén lépett hatályba, mely "inkább a XIX. század fináléja, mint a XX. század nyitánya", Gustav Radbruch szerint. 2001-ben jelentős reformokon esett át a BGB; orvosolták a hibás teljesítésről szóló szabályokat, az idejétmúlt kötelmi jogi szabályokat felülvizsgálták, melyek immáron az Európai Közösségi jogon alapultak. Az újraszámozott, az Európai Közösség irányelveit is figyelembe vevő BGB 2002. január 1-jén lépett hatályba.

## Szerkezete
A törvénykönyv szerkezete sajátos, felosztásában a következő rendszert követi; kötelmi jog (II. könyv), tulajdonjog (III. könyv), családi jog (IV. könyv), öröklési jog (V. könyv). A BGB szerkezete és dogmatikai megoldásai lényegében a magyar Polgári törvénykönyvhöz hasonlóak, felépítése inkább a jogászi logika terméke, mely elsősorban a pandektista iskola hatásának köszönhető. A jogi irodalomban általánosan elfogadott az a nézet, hogy bár a BGB címzettjei az állampolgárok, mégis pontossága, részletessége és absztraktságra törekvő nyelvezete miatt jogászjognak is nevezik. Fő célja nem a tömörség, hanem a pontosság, ezért olykor igen bonyolult. Sok kereszthivatkozás található benne, így egyes rendelkezéseket csak a több szakaszon át kifejtett fogalmak megértésével érthetjük meg.